# Heteronyx aphodioides
Heteronyx aphodioides är en skalbaggsart som beskrevs av Blanchard 1850. Heteronyx aphodioides ingår i släktet Heteronyx och familjen Melolonthidae. Inga underarter finns listade i Catalogue of Life.